# كوينسي (إلينوي)
كوينسي (بالإنجليزية: Quincy, Illinois)‏ هي مدينة تقع في الولايات المتحدة في إلينوي. يقدر عدد سكانها بـ 40,798 نسمة .

## التركيبة السكانية
حدّد مكتب تعداد الولايات المتحدة بيانات التركيبة السكانية لكوينسي في تعداد الولايات المتحدة. في ما يلي، التركيبة السكانية حسب تعدادي 2000 و2010.

### تعداد عام 2000
بلغ عدد سكان كوينسي 40,366 نسمة بحسب تعداد عام 2000، وبلغ عدد الأسر 16,546 أسرة وعدد العائلات 10,106 عائلة مقيمة في المدينة. في حين سجلت الكثافة السكانية 989.1 نسمة لكل كيلومتر مربع (2,561.8/ميل2). وبلغ عدد الوحدات السكنية 18,043 وحدة بمتوسط كثافة قدره 442.1 لكل كيلومتر مربع (1,145.0/ميل2).
وتوزع التركيب العرقي للمدينة بنسبة 93.02% من البيض و4.65% من الأمريكيين الأفارقة و0.19% من الأمريكيين الأصليين و0.54% من الأمريكيين ذوي الأصول الآسيوية و0.01% من سكان جزر المحيط الهادئ و0.36% من الأعراق الأخرى و1.22% من عرقين مختلطين أو أكثر و0.94% من الهسبانيون أو اللاتينيون من أي عرق.
بلغ عدد الأسر 16,546 أسرة كانت نسبة 30.9% منها لديها أطفال تحت سن الثامنة عشر تعيش معهم، وبلغت نسبة الأزواج القاطنين مع بعضهم البعض 46.3% من أصل المجموع الكلي للأسر، ونسبة 11.6% من الأسر كان لديها معيلات من الإناث دون وجود شريك،  بينما كانت نسبة 3.2% من الأسر لديها معيلون من الذكور دون وجود شريكة وكانت نسبة 38.9% من غير العائلات. تألفت نسبة 33.7% من أصل جميع الأسر من عدة أفراد يعيشون في نفس المنزل ونسبة 15.3% كانت تتألف من شخص يعيش بمفرده يبلغ من العمر 65 عاماً أو أكثر. وبلغ متوسط حجم الأسرة المعيشية 2.30، أما متوسط حجم العائلات فبلغ 2.94.
بلغ العمر الوسطي للسكان 38.4 عاماً. وكانت نسبة 23.2% من القاطنين تحت سن الثامنة عشر، وكانت نسبة 8.5% بين الثامنة عشر والرابعة والعشرين عاماً، ونسبة 25.5% كانت واقعةً في الفئة العمرية ما بين الخامسة والعشرين والرابعة والأربعين عاماً، ونسبة 20.6% كانت ما بين الخامسة والأربعين والرابعة والستين، ونسبة 16.4% كانت ضمن فئة الخامسة والستين عاماً فما فوق. يوجد لكل 100 أنثى 87.6 ذكر، ويوجد لكل 100 أنثى في الثامنة عشر من عمرها فما فوق 84.3 ذكر.
بلغ متوسط دخل الأسرة في المدينة 30,956 دولارًا، أما متوسط دخل العائلة فبلغ 40,718 دولارًا. وكان متوسط دخل الذكور 30,734 دولارًا مقابل 20,748 دولارًا للإناث. وسجل دخل الفرد الخاص بالمدينة 17,479 دولارًا. وكانت نسبة 9.2% من العائلات ونسبة 12.2% من السكان تحت خط الفقر، وكان من هؤلاء نسبة 15.5% تحت سن الثامنة عشر ونسبة 8.3% في الخامسة والستين من العمر وما فوق.

### تعداد عام 2010
بلغ عدد سكان كوينسي 40,633 نسمة بحسب تعداد عام 2010، وبلغ عدد الأسر 17,151 أسرة وعدد العائلات 9,964 عائلة مقيمة في المدينة. في حين سجلت الكثافة السكانية 995.7 نسمة لكل كيلومتر مربع (2,578.9/ميل2). وبلغ عدد الوحدات السكنية 18,655 وحدة بمتوسط كثافة قدره 457.1 لكل كيلومتر مربع (1,183.9/ميل2).
وتوزع التركيب العرقي للمدينة بنسبة 90.82% من البيض و5.41% من الأمريكيين الأفارقة و0.18% من الأمريكيين الأصليين و0.91% من الأمريكيين ذوي الأصول الآسيوية و0.02% من سكان جزر المحيط الهادئ و0.44% من الأعراق الأخرى و2.22% من عرقين مختلطين أو أكثر و1.44% من الهسبانيون أو اللاتينيون من أي عرق.
بلغ عدد الأسر 17,151 أسرة كانت نسبة 28.4% منها لديها أطفال تحت سن الثامنة عشر تعيش معهم، وبلغت نسبة الأزواج القاطنين مع بعضهم البعض 41.5% من أصل المجموع الكلي للأسر، ونسبة 12.6% من الأسر كان لديها معيلات من الإناث دون وجود شريك،  بينما كانت نسبة 4% من الأسر لديها معيلون من الذكور دون وجود شريكة وكانت نسبة 41.9% من غير العائلات. تألفت نسبة 35.6% من أصل جميع الأسر من عدة أفراد يعيشون في نفس المنزل ونسبة 14.8% كانت تتألف من شخص يعيش بمفرده يبلغ من العمر 65 عاماً أو أكثر. وبلغ متوسط حجم الأسرة المعيشية 2.25، أما متوسط حجم العائلات فبلغ 2.92.
بلغ العمر الوسطي للسكان 39.4 عاماً. وكانت نسبة 22.3% من القاطنين تحت سن الثامنة عشر، وكانت نسبة 10.2% بين الثامنة عشر والرابعة والعشرين عاماً، ونسبة 23.9% كانت واقعةً في الفئة العمرية ما بين الخامسة والعشرين والرابعة والأربعين عاماً، ونسبة 25.3% كانت ما بين الخامسة والأربعين والرابعة والستين، ونسبة 18.3% كانت ضمن فئة الخامسة والستين عاماً فما فوق. وتوزع التركيب الجنسي للسكان بنسبة 47.9% ذكور و52.1% إناث.

## أعلام
- أورفيل هيكمان براوننج
- بول تيبيتس
- جون دبليو هينري
- ماري أستور
- وليام الكسندر ريتشاردسون
- روبرت ليفينغستون
- فرانك وينتيرز
- جيمس د. مورغان
- لويس إل. بوير
- روي بروكسميث
- راي واتسون